# Knoxville (Alabama)
Pour les articles homonymes, voir Knoxville.
Knoxville est une communauté non constituée en société du comté de Greene, en Alabama, aux États-Unis.

## Géographie
Knoxville est situé à la jonction des autoroutes 20 et 59 avec les routes américaines 11 et 43, à 11,9 milles (19,2 km) au nord-nord-est d'Eutaw.

## Histoire
Knoxville avait un bureau de poste jusqu'à sa fermeture le 29 août 2009; il a toujours son propre code postal, 35469,.

## Personnes notables
- James Hardy, ancien basketteur professionnel du New Orleans Jazz ;
- William W. May (en), athlète qui a participé aux Jeux olympiques d'été de 1908.